# Simon Ramsay, XVI conte di Dalhousie
Simon Ramsay, XVI conte di Dalhousie (17 ottobre 1914 – 15 luglio 1999), è stato un nobile e politico scozzese.

## Biografia
Era il figlio di Arthur Ramsay, XIV conte di Dalhousie, e di sua moglie, Lady Mary Heathcote-Drummond-Willoughby, figlia di Gilbert Heathcote-Drummond-Willoughby, I conte di Ancaster. Studiò all'Eton College e al Christ Church (Oxford).

## Carriera
Ha servito nel Black Watch durante la seconda guerra mondiale, raggiungendo il grado di maggiore. Nel 1950 ha ereditato il titolo dopo la morte del fratello John, morto senza eredi.
Nel 1945, Ramsay è stato eletto come deputato per Forfarshire, carica che mantenne fino al 1950. È stato nominato governatore generale della Federazione di Rhodesia e Nyasaland nel 1957, carica che mantenne fino al 1963, quando la federazione si sciolse. 
Ha servito come Lord Ciambellano della regina madre (1965-1992), Lord luogotenente di Angus (1967-1989) e Cancelliere dell'Università di Dundee (1977-1992). Era un tenente della Royal Company of Archers, la guardia del corpo del monarca in Scozia.

## Matrimonio
Sposò, il 26 giugno 1940, Margaret Elizabeth Mary Stirling (4 luglio 1914-9 febbraio 1997), figlia di Archibald Stirling. Ebbero cinque figli:
- Lady Elizabeth Anne Ramsay (16 settembre 1941), sposò Richard Lumley, XII conte di Scarbrough, ebbero quattro figli;
- Lady Sarah Mary Ramsay (18 ottobre 1945), sposò John Keswick, ebbero tre figli;
- James Ramsay, XVII conte di Dalhousie (17 gennaio 1948);
- Anthony Ramsay (2 marzo 1949), sposò in prime nozze Georgina Mary Astor, ebbero un figlio, e in seconde nozze Vilma Salcedo, ebbero due figlie;
- John Patrick Ramsay (9 agosto 1952), sposò Louisa Jane d'Abo, ebbero due figli.

## Morte
Morì nel 1999.

## Ascendenza
|                                                               |                                         |                                                                         | Genitori                                                   |  |  | Nonni |  |  | Bisnonni                                 |  |  | Trisnonni       |  |
|                                                               |                                         |                                                                         |                                                            |  |  |       |  |  | 8. George Ramsay, XII conte di Dalhousie |  |  | 16. John Ramsay |  |
|                                                               |                                         |                                                                         |                                                            |  |  |       |  |  | 8. George Ramsay, XII conte di Dalhousie |  |  | 16. John Ramsay |  |
|                                                               |                                         | 17. Mary Delise                                                         |                                                            |  |  |       |  |  | 8. George Ramsay, XII conte di Dalhousie |  |  |                 |  |
| 4. John Ramsay, XIII conte di Dalhousie                       |                                         |                                                                         |                                                            |  |  |       |  |  | 8. George Ramsay, XII conte di Dalhousie |  |  |                 |  |
|                                                               |                                         | 9. Sarah Frances Robertson                                              | 18. William Robertson                                      |  |  |       |  |  |                                          |  |  |                 |  |
|                                                               |                                         | 9. Sarah Frances Robertson                                              | 18. William Robertson                                      |  |  |       |  |  |                                          |  |  |                 |  |
|                                                               |                                         | 9. Sarah Frances Robertson                                              | …                                                          |  |  |       |  |  |                                          |  |  |                 |  |
| 2. Arthur Ramsay, XIV conte di Dalhousie                      |                                         | 9. Sarah Frances Robertson                                              |                                                            |  |  |       |  |  |                                          |  |  |                 |  |
|                                                               |                                         | 10. Charles Bennet, VI conte di Tankerville                             | 20. Charles Bennet, V conte di Tankerville                 |  |  |       |  |  |                                          |  |  |                 |  |
|                                                               |                                         | 10. Charles Bennet, VI conte di Tankerville                             | 20. Charles Bennet, V conte di Tankerville                 |  |  |       |  |  |                                          |  |  |                 |  |
|                                                               |                                         | 10. Charles Bennet, VI conte di Tankerville                             | 21. Armandine Corisande de Gramont                         |  |  |       |  |  |                                          |  |  |                 |  |
| 5. Ida Louisa Bennet                                          |                                         | 10. Charles Bennet, VI conte di Tankerville                             |                                                            |  |  |       |  |  |                                          |  |  |                 |  |
|                                                               |                                         | 11. Olivia Montagu                                                      | 22. George Montagu, VI duca di Manchester                  |  |  |       |  |  |                                          |  |  |                 |  |
|                                                               |                                         | 11. Olivia Montagu                                                      | 22. George Montagu, VI duca di Manchester                  |  |  |       |  |  |                                          |  |  |                 |  |
|                                                               |                                         | 11. Olivia Montagu                                                      | 23. Millicent Sparrow                                      |  |  |       |  |  |                                          |  |  |                 |  |
| 1. Simon Ramsay, XVI conte di Dalhousie                       |                                         | 11. Olivia Montagu                                                      |                                                            |  |  |       |  |  |                                          |  |  |                 |  |
|                                                               | 12. Gilbert Heathcote, I barone Aveland | 24. Gilbert Heathcote, IV baronetto                                     |                                                            |  |  |       |  |  |                                          |  |  |                 |  |
|                                                               | 12. Gilbert Heathcote, I barone Aveland | 24. Gilbert Heathcote, IV baronetto                                     |                                                            |  |  |       |  |  |                                          |  |  |                 |  |
|                                                               | 12. Gilbert Heathcote, I barone Aveland | 25. Katherine Sophia Manners                                            |                                                            |  |  |       |  |  |                                          |  |  |                 |  |
| 6. Gilbert Heathcote-Drummond-Willoughby, I conte di Ancaster | 12. Gilbert Heathcote, I barone Aveland |                                                                         |                                                            |  |  |       |  |  |                                          |  |  |                 |  |
|                                                               |                                         | 13. Clementina Drummond-Willoughby, XXIV baronessa Willoughby de Eresby | 26. Peter Drummond-Burrell, II barone Willoughby de Eresby |  |  |       |  |  |                                          |  |  |                 |  |
|                                                               |                                         | 13. Clementina Drummond-Willoughby, XXIV baronessa Willoughby de Eresby | 26. Peter Drummond-Burrell, II barone Willoughby de Eresby |  |  |       |  |  |                                          |  |  |                 |  |
|                                                               |                                         | 13. Clementina Drummond-Willoughby, XXIV baronessa Willoughby de Eresby | 27. Sarah Clementina Drummond                              |  |  |       |  |  |                                          |  |  |                 |  |
| 3. Mary Heathcote-Drummond-Willoughby                         |                                         | 13. Clementina Drummond-Willoughby, XXIV baronessa Willoughby de Eresby |                                                            |  |  |       |  |  |                                          |  |  |                 |  |
|                                                               |                                         | 14. Charles Gordon, X marchese di Huntly                                | 28. George Gordon, IX marchese di Huntly                   |  |  |       |  |  |                                          |  |  |                 |  |
|                                                               |                                         | 14. Charles Gordon, X marchese di Huntly                                | 28. George Gordon, IX marchese di Huntly                   |  |  |       |  |  |                                          |  |  |                 |  |
|                                                               |                                         | 14. Charles Gordon, X marchese di Huntly                                | 29. Margaret Stewart                                       |  |  |       |  |  |                                          |  |  |                 |  |
| 7. Evelyn Elizabeth Gordon                                    |                                         | 14. Charles Gordon, X marchese di Huntly                                |                                                            |  |  |       |  |  |                                          |  |  |                 |  |
|                                                               |                                         | 15. Maria Antoinetta Pegus                                              | 30. William Peter Pegus                                    |  |  |       |  |  |                                          |  |  |                 |  |
|                                                               |                                         | 15. Maria Antoinetta Pegus                                              | 30. William Peter Pegus                                    |  |  |       |  |  |                                          |  |  |                 |  |
|                                                               |                                         | 15. Maria Antoinetta Pegus                                              | 31. Charlotte Susanna Layard                               |  |  |       |  |  |                                          |  |  |                 |  |
|                                                               |                                         | 15. Maria Antoinetta Pegus                                              |                                                            |  |  |       |  |  |                                          |  |  |                 |  |